# Stazione di Briona
La stazione di Briona  è una fermata ferroviaria della linea Novara-Varallo al servizio dell'omonimo comune.

## Storia
La stazione entrò in funzione il 22 febbraio 1883, in concomitanza all'attivazione del tronco Vignale-Romagnano Sesia.
A seguito della statizzazione delle ferrovie, tra il 1905 e il 1906, la linea originariamente gestita dalla Società per le Strade Ferrate del Mediterraneo venne incorporata nella rete statale e l'esercizio degli impianti fu assunto dalle Ferrovie dello Stato.
Nel 1988 venne declassata a fermata con la disattivazione dello scambio del binario a tracciato deviato, in seguito del tutto asportato.
Dal 2000 la gestione dell'intera linea, e con essa quella della fermata di Briona, passò in carico a Rete Ferroviaria Italiana la quale ai fini commerciali classifica l'impianto nella categoria "Bronze".
La fermata rimase senza traffico dal 15 settembre 2014 per effetto della sospensione del servizio passeggeri sulla linea.
L'impianto resta tuttavia attivo per eventuali fermate dei treni storici a partire dal dicembre 2015 (già attivi sulla linea dal 24 maggio 2015, in occasione di Expo), sebbene l'iniziativa negli anni successivi non sia più stata riproposta per questa fermata.

## Strutture e impianti

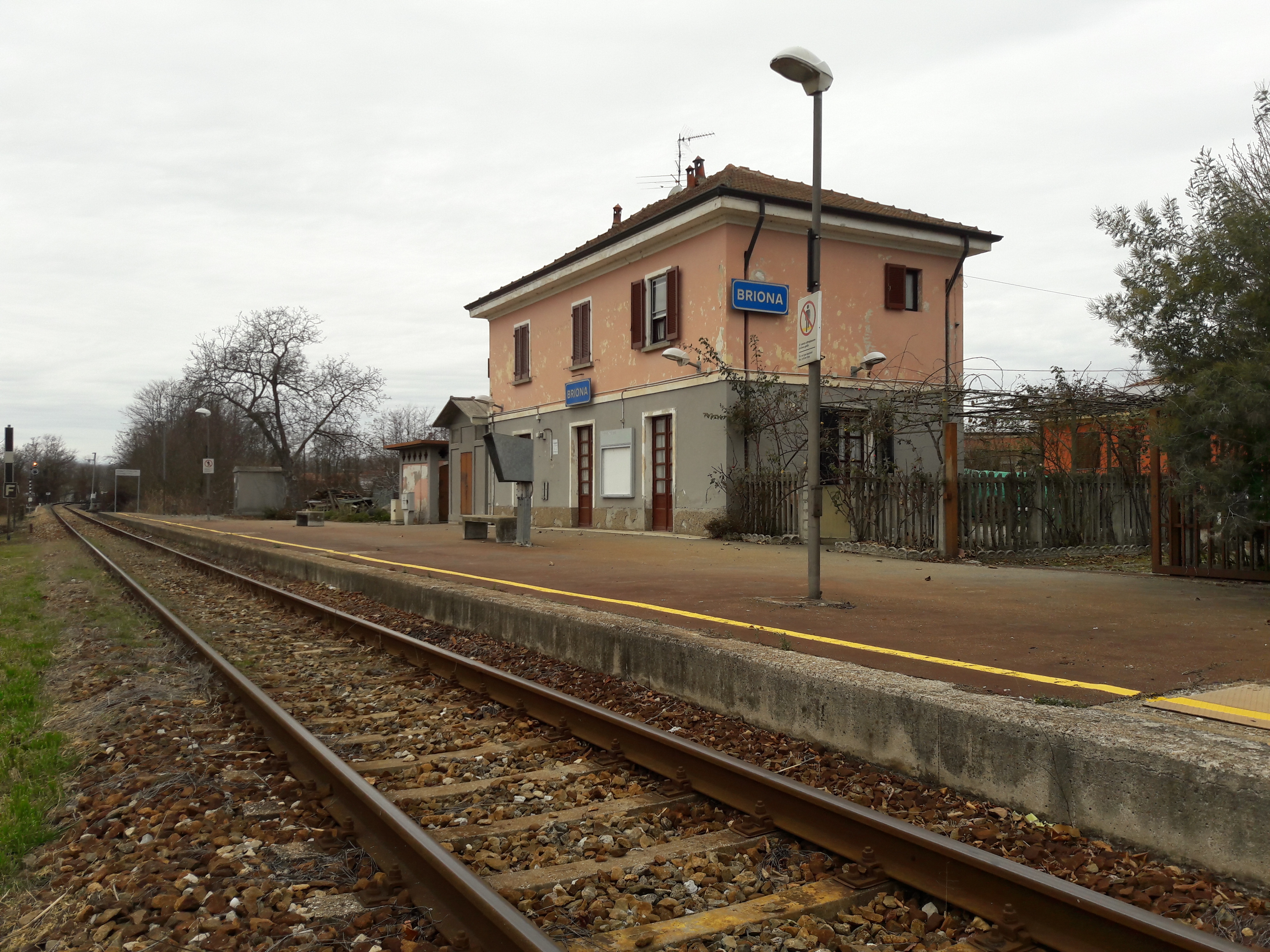
La fermata lato binari

A seguito della rimozione del secondo binario nel 1988, la fermata è dotata del solo binario di corsa della linea ferroviaria. È presente una banchina per l'imbarco dei passeggeri dotata di due panchine in cemento armato non coperte per l'attesa.
La fermata dispone di un fabbricato viaggiatori sviluppato su due piani. L'edificio, a pianta rettangolare, è completamente chiuso all'utenza. Il primo terra, tinteggiato di bianco, ospitò i servizi ai viaggiatori quali sala d'attesa e biglietteria; il primo,  tinteggiato di rosa scuro e diviso dall'altro da una fascia marcapiano, è attualmente adibito ad abitazione privata. Accanto al fabbricato viaggiatori è collocato un edificio di dimensioni minori, sviluppato su un solo piano, che ospitò i servizi igienici.

## Movimento
La fermata era servita da treni regionali di Trenitalia fino al 15 settembre 2014, giorno in cui è stato sospeso sulla linea il servizio viaggiatori per decisione della Regione Piemonte e sostituito da autocorse.